# Bělozubka šedá
Bělozubka šedá (Crocidura suaveolens) je menší hmyzožravec z čeledi rejskovití. Obývá palearktidu. 

## Rozšíření a četnost
Bělozubka šedá je v Evropě rozšířena od severu Pyrenejského poloostrova a jižní Francie přes střední Evropu, Apeninský a Balkánský poloostrov až po severní Polsko. Žije i na větších ostrovech Středomoří.